# 穆阿斯凯尔
穆阿斯凱爾（Mascara）是阿爾及利亞西北部穆阿斯凱爾省首府，2008年估計人口150,000。
穆阿斯凱爾是一個行政、商業和市場的中心，貿易主要與皮革製品、穀物和橄欖油。道路和鐵路網絡也可以連接其他市區。

## 友好城市
- 美国 埃爾卡德